# 4-ヒドロキシアセトフェノンモノオキシゲナーゼ
4-ヒドロキシアセトフェノンモノオキシゲナーゼ（4-hydroxyacetophenone monooxygenase）は、ビスフェノール分解酵素の一つで、次の化学反応を触媒する酸化還元酵素である。
(4-ヒドロキシフェニル)エタン-1-オン + NADPH + H+ + O2 {\displaystyle \rightleftharpoons } 4-ヒドロキシフェニル酢酸 + NADP+ + H2O
この酵素の基質は(4-ヒドロキシフェニル)エタン-1-オン、NADPH、H+とO2で、生成物は4-ヒドロキシフェニル酢酸、NADP+とH2Oである。
組織名は(4-hydroxyphenyl)ethan-1-one,NADPH:oxygen oxidoreductase (ester-forming)で、別名にHAPMOがある。